# Patebon (Kejayan)
Patebon is een bestuurslaag in het regentschap Pasuruan van de provincie Oost-Java, Indonesië. Patebon telt 2147 inwoners (volkstelling 2010).